# Mercedes-Benz W136
Mercedes-Benz W136 är en personbil, tillverkad av den tyska biltillverkaren Mercedes-Benz mellan december 1935 och september 1955.

## Mellankrigsmodeller
Typ 170 V, som introducerades i februari 1936 på bilutställningen i Berlin, ersatte den tidigare sexcylindriga W15 170 som Mercedes volymmodell. Den hade ett avancerat centralramschassi byggt med ovalrör och individuella hjulupphängningar runt om. I framvagnen gjorde tvärliggande bladfjädrar tjänst både som fjäderelement och som bärarmar. Bak satt en pendelaxel. Hjärtat i detta påkostade chassi var, som vanligt när det gällde Mercedes-Benz volymmodeller, en trött sidventilsmotor. Men den nya fyran hade åtminstone bättre vridmoment än sexan den efterträdde. Mercedes erbjöd, som alltid till sina mellankrigsmodeller, en mängd karosser: två- och fyrdörrars sedan, två- och fyrsitsig cabriolet, tourer, roadster m m.
Efter krigsutbrottet erbjöd Mercedes en gengas-driven version, 170 VG.
Produktionen fortsatte i allt långsammare takt fram till 1942, då man tillverkat ca 86 600 exemplar. 
Versioner:
| Modell | Årsmodell | Motor                     | Cylindervolym | Effekt | Bränslesystem                    |
| ------ | --------- | ------------------------- | ------------- | ------ | -------------------------------- |
| 170 V  | 1936-42   | M136: 4-cyl radmotor sv   | 1697 cm³      | 38 hk  | Solex-förgasare                  |
| 170 VG | 1939-42   | M136 G: 4-cyl radmotor sv | 1697 cm³      | 22 hk  | Solex-förgasare, gengas-aggregat |

### Bilder

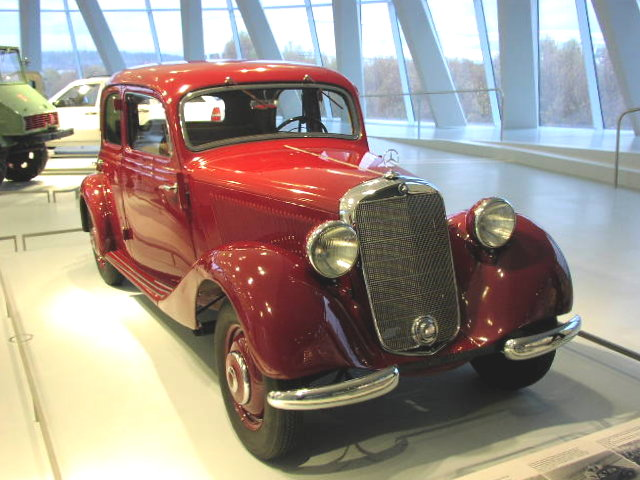
Limousine 1951
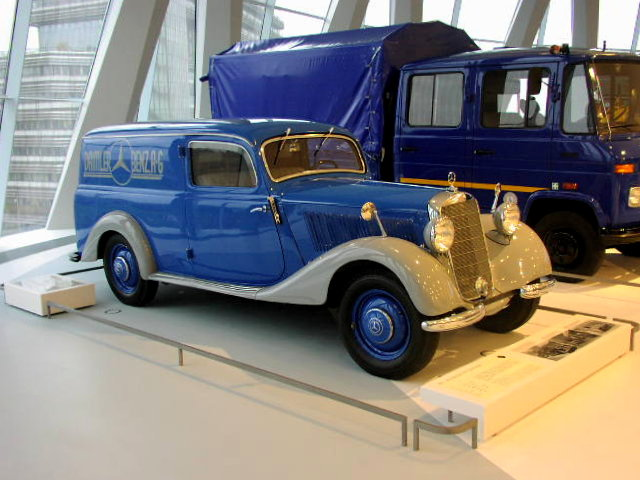
Skåpbil 1952

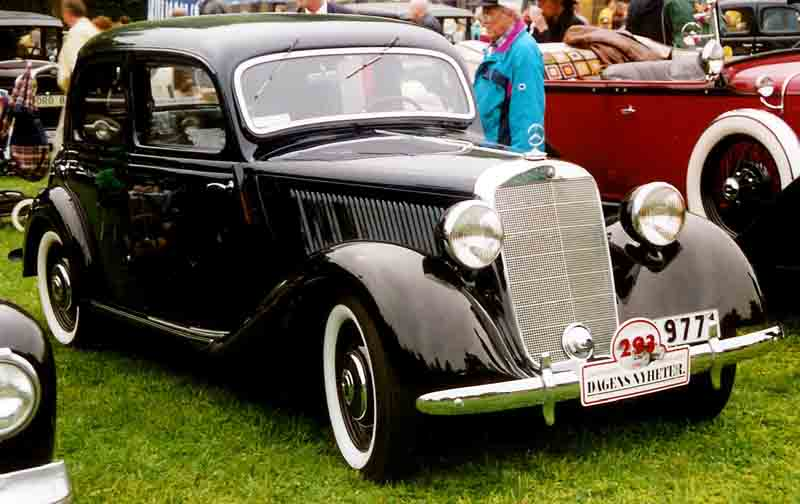
Limousine 1939
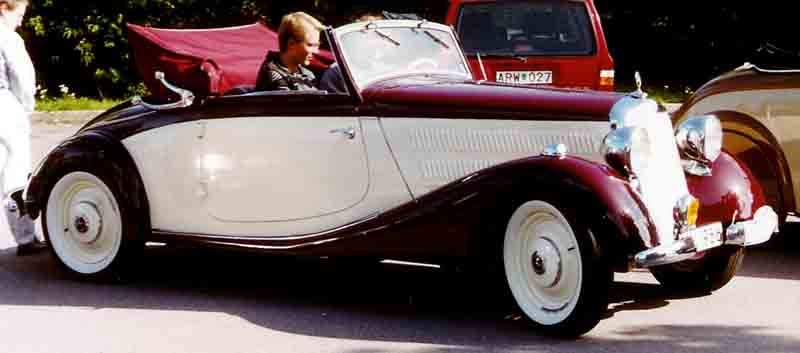
Cabriolet A 1939
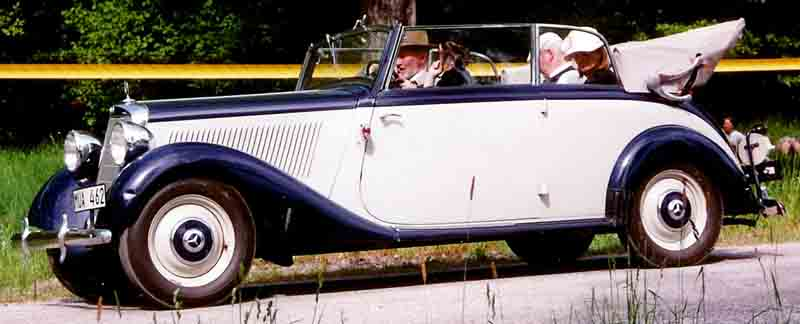
Cabriolet B 1939

## Efterkrigsmodeller
Daimler Benz fabriksanläggningar runt Stuttgart utgjorde en mycket viktig del av den tyska krigsindustrin. Därför bombades dessa sönder och samman i krigets slutskede. Trots förödelsen kunde tillverkningen åter starta i maj 1946, då med nyttofordon som lätta lastbilar och ambulanser på W136-chassit, under sträng kontroll av ockupationsmakten. I juli 1947 återupptogs tillverkningen av personbilar, nu enbart med fyrdörrars sedankaross. Bilen var i stort sett identisk med mellankrigsversionen. I maj 1949 tillkom 170 D med dieselmotor.
I maj 1950 ersatte 170 Va/170 Da, med större motorer.
I maj 1952 kom sista versionen170 Vb/170 Db, med detaljförändringar såsom större frontruta.
Produktionen efter andra världskriget uppgick till 83 190 exemplar.

### 170 S-V/S-D
Samtidigt som den nya 180 presenterades, fortsatte Mercedes att bygga W136 som instegsmodell. 170 S-V/S-D, introducerad i juli 1953, togs fram genom att kombinera chassi och motorer från 170 V/D med den större karossen från 170 S. 
Produktionen, som upphörde i september 1955, uppgick till 18 009 exemplar.
Versioner:
| Modell     | Årsmodell | Motor                          | Cylindervolym | Effekt | Bränslesystem    |
| ---------- | --------- | ------------------------------ | ------------- | ------ | ---------------- |
| 170 V      | 1947-50   | M136 I: 4-cyl radmotor sv      | 1697 cm³      | 38 hk  | Solex-förgasare  |
| 170 D      | 1949-50   | OM636 I: 4-cyl radmotor ohv    | 1697 cm³      | 38 hk  | Bosch dieselpump |
| 170 Va, Vb | 1951-53   | M136 VI: 4-cyl radmotor sv     | 1767 cm³      | 45 hk  | Solex-förgasare  |
| 170 Da, Db | 1951-53   | OM636 VI: 4-cyl radmotor ohv   | 1767 cm³      | 40 hk  | Bosch dieselpump |
| 170 S-V    | 1954-55   | M136 VIII: 4-cyl radmotor sv   | 1767 cm³      | 45 hk  | Solex-förgasare  |
| 170 S-D    | 1954-55   | OM636 VIII: 4-cyl radmotor ohv | 1767 cm³      | 40 hk  | Bosch dieselpump |

### Bilder
- Limousine 1951
- Skåpbil 1952